# Frans Theuws
Franciscus Cornelis Willibald Josephus (Frans) Theuws (Bergeijk, 7 juli 1953) is een Nederlands historicus, mediëvist en archeoloog.

## Biografische schets
Frans Theuws groeide op in het Noord-Brabantse dorp Bergeijk, waar in 1957 een grote Merovingische begraafplaats werd opgegraven. Wellicht leidden berichten over deze opgraving tot zijn latere interesse in vroegmiddeleeuwse archeologie.
Theuws studeerde geschiedenis en provinciaal-Romeinse archeologie aan de Katholieke Universiteit Nijmegen (tegenwoordig: Radboud Universiteit) en daarna middeleeuwse archeologie aan de Universiteit van Amsterdam (UvA), waar hij in 1983 cum laude afstudeerde. Zijn promotieonderzoek vond eveneens plaats in Amsterdam en ging over de vroegmiddeleeuwse maatschappij in Zuid-Nederland en Noord-België. In 1988 behaalde hij zijn doctorstitel cum laude. Zijn promotor was de eerste hoogleraar middeleeuwse archeologie aan de UvA, H.H. ("Carlos") van Regteren Altena (1927-2014). Al tijdens zijn studie was Frans Theuws initiatiefnemer van talrijke opgravingen in Noord-Brabant, waarvan de belangrijkste plaats vonden in Dommelen, Bergeijk, Bladel, Hulsel en Geldrop.
Hierna was hij initiator en projectleider van het ESF-project The Transformation of the Roman world, alsmede diverse door NWO gefinancierde projecten op het gebied van laat-Romeinse en vroegmiddeleeuwse archeologie in het noordelijk deel van Gallië. Als archeoloog leidde hij opgravingen in Zuid-Nederland, onder andere op het Maastrichtse Vrijthof in 2003 (zie: Lijst van archeologische opgravingen op en rondom het Vrijthof). Vanaf 2003 gaf hij leiding aan het Sint Servatius Project, dat zich ten doel stelt alle opgravingen rondom het Vrijthof in onderlinge samenhang te bestuderen en te publiceren. In 2017 verscheen onder zijn redactie het eerste deel van een serie monografieën over dit onderwerp, The Saint-Servatius complex in Maastricht genaamd. In 2023 verscheen het tweede deel, onder redactie van Mirjam Kars.
Van 2004 tot 2011 was hij hoogleraar historische archeologie aan de Universiteit van Amsterdam; vanaf 1 januari 2012 tot zijn emeritaat in 2019 was hij hoogleraar middeleeuwse archeologie aan de Universiteit Leiden. In Leiden houdt Theuws zich vooral bezig met onderzoek naar vroegmiddeleeuwse nederzettingen en begraafplaatsen, waarbij de nadruk ligt op de complexe relaties en uitwisselingen tussen verschillende regio's in Europa en het Middellandse Zeegebied. Direct in verband daarmee staat het Udruh Project, een samenwerkingsverband tussen de Leidse universiteit en de Al-Hussein Bin Talal University in Jordanië. Naast het Sint Servatius Project geeft hij sinds 2012 leiding aan het Anastasis Project, dat tot doel heeft alle Merovingische begraafplaatsen in Zuid- en Midden-Nederland te analyseren en publiceren. Deze verschijnen in de reeks Merovingian Archaeology in the Low Countries.
Frans Theuws was hoofdredacteur, samen met professor Dries Tys van de Vrije Universiteit Brussel, van Medieval and Modern Matters, een internationaal academisch tijdschrift voor de archeologie van de Middeleeuwen en Moderne Tijd in de Benelux. Hiervan verschenen tussen 2010 en 2014 in totaal vijf delen. Het tijdschrift is opgegaan in The Medieval Low Countries.

## Publicaties (selectie)
Theuws heeft een groot aantal wetenschappelijke publicaties op het terrein van zijn vakgebied op zijn naam staan. Hier volgt een selectie:
- 1995: 'De vele lagen van de vroeg-middeleeuwse geschiedenis'. In: Madoc. Tijdschrift over de Middeleeuwen, #9(3), pp. 133-149
- 1996: 'Haus, Hof und Siedlung im nordlichen Frankenreich'. In: Die Franken. Wegbereiter Europas vor 1500 Jahren: Konig Chlodwig und seine Erben, pp. 754-768. Verlag Philipp von Zabern, Mainz
- 1999 (met N. Roymans): Land and ancestors: cultural dynamics in the urnfield period and the middle ages in the southern Netherlands. Amsterdam University Press, Amsterdam
- 2000 (met J.L. Nelson): Rituals of power: from late antiquity to the early Middle Ages. Brill, Leiden
- 2001: 'Maastricht as a centre of power in the early Middle Ages'. In: M. de Jong, F. Theuws, C. van Rijn, Topographies of power in the early Middle Ages (The transformation of the Roman world, volume 6), Leiden (online tekst)
- 2004: 'Proloog van Brabant, verleden landschappen van Romeinen en Franken'. In: R. van Uytven (red.), Geschiedenis van Brabant van hertogdom tot heden, pp. 17-39. Zwolle/Leuven
- 2005: 'Drie modellen voor de ontwikkeling van het middeleeuwse Maastricht'. In: R. Rutte en H. van Engen, Stadswording in de Nederlanden, op zoek naar een overzicht. Verloren, Hilversum. ISBN 9789087040819 (online tekst)
- 2007: 'Where is the eighth century in the towns of the Meuse valley?'. In: Henning J. (red.), Post-Roman Towns, Trade and Settlement in Europe and Byzantium, 1. The Heirs of the Roman West, pp. 153-164. De Gruyter, Berlijn/New York
- 2008: '"Terra non est": Zentralsiedlungen der Völkerwanderungszeit im Maas-Rhein-Gebiet'. In: H. Steuer, V. Bierbrauer (red.), Höhensiedlungen zwischen Antike und Mittelalter von den Ardennen bis zur Adria, pp. 765-793. De Gruyter, Berlijn/New York
- 2009: 'Grave goods, ethnicity, and the rhetoric of burial rites in Late Antique Northern Gaul'. In: T. Derks en N. Roymans (red.), Ethnic Constructs in Antiquity. The role of power and tradition, pp. 283-317. Amsterdam University Press, Amsterdam
- 2010: 'Early medieval transformations: aristocrats and dwellers in the pagus Texandria'. In: Medieval and Modern Matters, #1, pp. 37-71
- 2011: De archeologie van de Brabantse akkers. AAC/Diachron, Amsterdam (PDF)
- 2012: 'River-based trade centres in early medieval northwestern Europe. Some "reactionary’ thoughts"'. In: S. Gelichi en R. Hodges (red.), From one Sea to another. Trading Places in the European and Mediterranean Early Middle Ages. Proceedings of the International Conference Comacchio, 27th-29th March 2009, pp. 25-45. Brepols, Turnhout
- 2012 (met A.J.A. Bijsterveld): 'Vroege Stadswording in Nederland. Een Romeinse erfenis, Karolingische impulsen en een stroomversnelling in de twaalfde eeuw'. In: E. Taverne, L. de Klerk, B. Ramakers en S. Dembski (red.), Nederland Stedenland. Continuïteit en Vernieuwing, pp. 91-107. NAi/010 Uitgevers, Rotterdam
- 2012 (met M.C. van Haperen): The Merovingian cemetery of Bergeijk-Fazantlaan. Habelt Verlag, Bonn
- 2015: 'Cultus, bezit en macht in de Vroege Middeleeuwen'. In: Limburg. Een geschiedenis, deel 1, Tot 1500. LGOG, Maastricht. ISBN 9789081960229
- 2017 (met M. Kars, red.): The Saint-Servatius complex in Maastricht. The Vrijthof excavations (1969-1970). Habelt-Verlag, Bonn. ISBN 9783774940246 (tekst deels online op academia.edu)
- 2021 (met Jasper de Bruin en Corrie Bakels): Oegstgeest : A Riverine Settlement in the Early Medieval World System. Habelt-Verlag, Bonn (Merovingian Archaeology in the Low Countries 7). ISBN 9783774942912
- 2023 (met Mette Langbroek en Chrystel R. Brandenburgh): Distributing the Dead: Settlement Burials in the Pagus Texandrië and the Transformation of Merovingian Society c. 700 AD (Geldrop, Dommelen, Veldhoven, Mierlo) (Southern Netherlands). Habelt-Verlag, Bonn (Merovingian archaeology in the Low Countries 8). ISBN 9783774943735
- 2023 (redactie: M. Kars; bijdragen van o.a. F. Theuws): The Saint-Servatius complex in Maastricht: The Pandhof excavations (1953-1954). Habelt-Verlag, Bonn. ISBN 9783774944077